# 鞭打ち

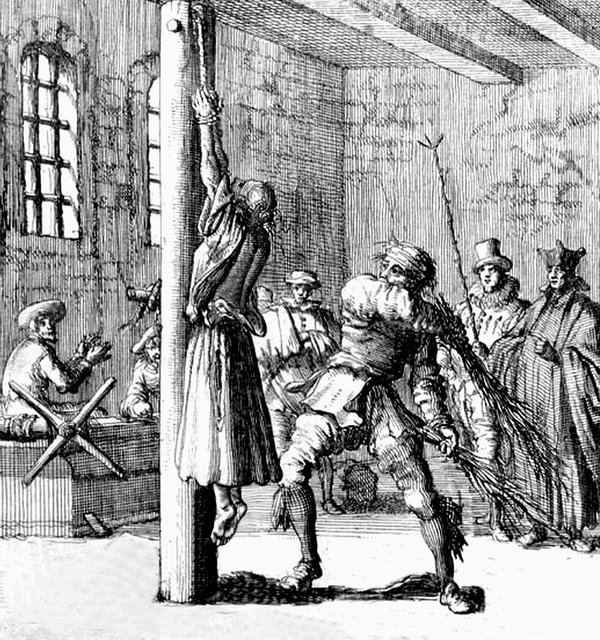
鞭打ち

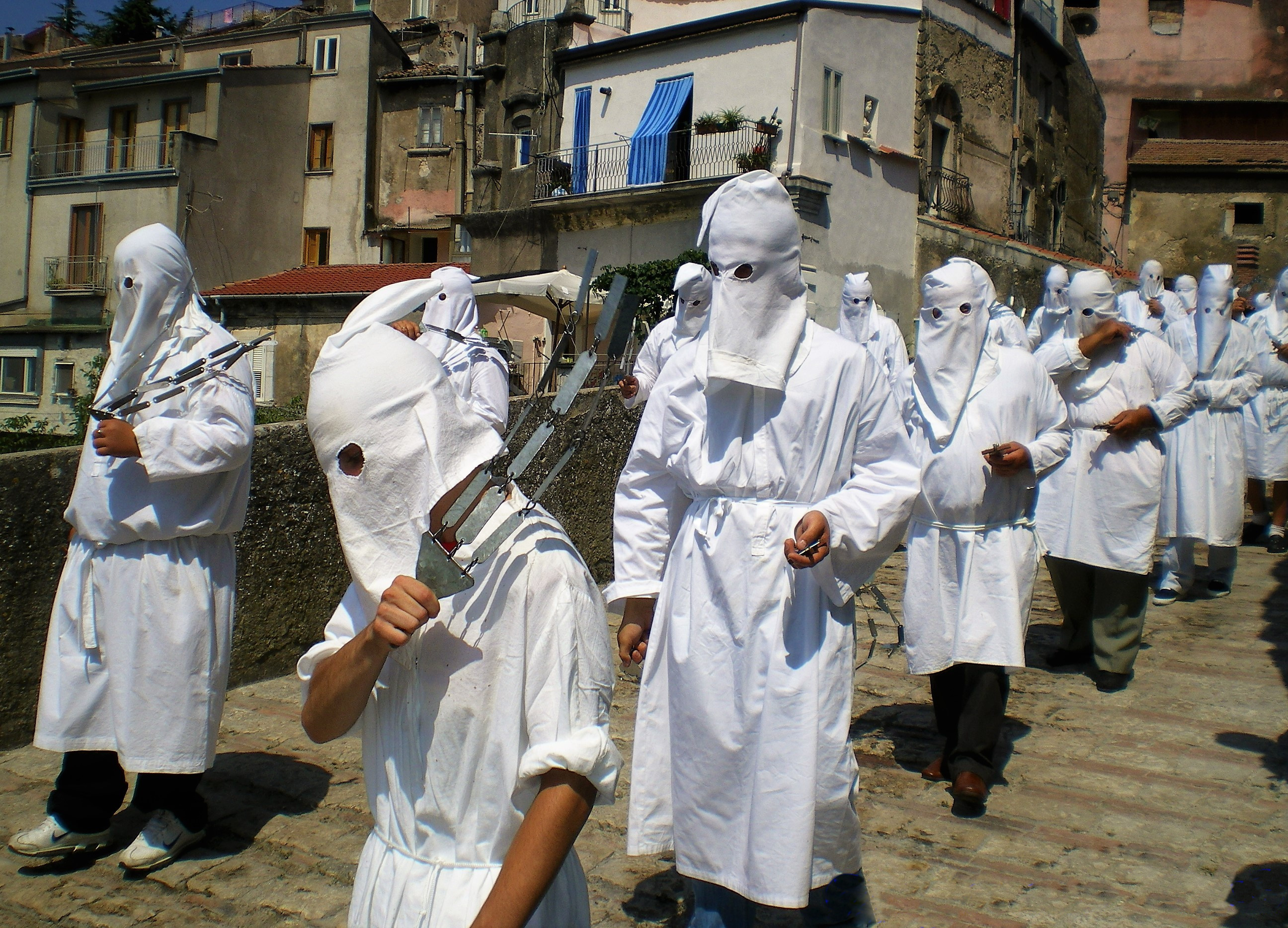
スペインのキリスト教団体Confraternity of penitentsによる鞭を打ちながら7時間の行進を行う鞭打ち苦行者（Flagellant）

鞭打ち（むちうち）は、刑罰の1種で、鞭で打って苦痛を与え、これにより悔悟や自白を強要する罰。東洋では笞刑（ちけい）とも称する。世界中で刑罰、拷問として広く行われ、刑罰としてシンガポール、マレーシア、イスラム国家で行われている。
鞭打ち刑の対象になるのは、国家によって様々であるが、主として窃盗、秤のごまかしなどの軽罪の犯人である。病人には鞭打ちを科さない（治癒後に科する）と決めている国、連打して死に至らしめる威力のある鞭を使う国などその執行方法も国によってさまざまである。
そのほか、宗教によっては苦行や儀式のために用いる場合もある。

## 鞭

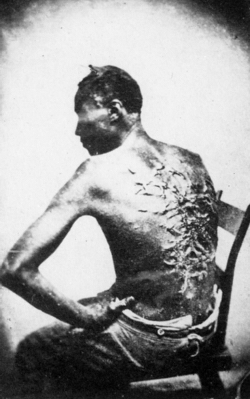
鞭打ちされた跡のある奴隷

強力な鞭で連打すると外傷性ショックから死に至る危険がある。しかし、現代ではこのような致死性のある鞭の使用は禁止されており、鞭打ち刑で死亡したり重傷を負わないように規則が定められている。

## 懲罰性
鞭打ちは公開で行われることもある。羞恥心と痛みの感覚を刺激するので、再犯防止には効果的であるという意見がある。また鞭打ちにより死ぬ事は少ないので、安全で苦痛の多い体刑として古代から行われてきた。
刑罰以外にも、若年者への懲罰としても多く用いられた。イギリスの寄宿制の学校などでは、伝統的に鞭打ちが行われてきた。この場合の鞭は、刑罰や拷問に用いられるような特殊な形状の鞭ではなく、枝むちなどの細い棒であるが、それなりの苦痛を伴うため、しばしば教育方法として適切かどうかという議論がなされてきた。
また19世紀のイギリス文化圏では、妻からの暴行や虐待に報復した夫に鞭打ち刑が適用されていた。また、古い法律に「夫が妻を躾ける時に夫の親指より細い棒であれば叩いて良い」とする「親指ルール」（Rule of thumb、慣例などの意）が存在すると信じられていた。この通念は民間伝承が不文法にすり替わったもので、19世紀のアメリカ合衆国では、夫が妻を虐待した事件において『親指ルール』を根拠として、夫が無罪となった判例がある。
紀元前509年に成立したウァレリウス法によって、ローマ市民の人権が保護され鞭打ちは免除された。

## シンガポール
シンガポールでは、籐の鞭による鞭打ちが、犯罪に対する刑罰として採用されている。刑事罰としてだけではなく学校における生徒への体罰としても合法で行われている。学校において鞭打ちを執行できるのは学校長だけであり、一般教員が行うことは禁止されている。刑罰としては毎年千人以上の犯罪者に執行されている。

### 執行手順
刑事訴訟法（Criminal Procedure Code）第325条から第332条で、鞭打ち刑の手順が定められている。鞭打ち刑の対象者は性犯罪や麻薬、窃盗を犯した16から50歳の男性で、医師が執行可能と判断した者である。女性および51歳以上の男性には、代わりに12か月以下の懲役が付加される。死刑判決を受けた者には、鞭打ち刑は課されない。
むち打ちはまとめて一度に行われ、複数回のセッションに分割されることはない。しかし、あまりに過酷な刑であることが知れ渡っているせいか、専門家でさえも分割して行われているものと勘違いしていることがある。これは、たとえ医療上の理由で完全な執行が行われなかったとしても、プロセスが繰り返し行われ、受刑者に不要な苦痛が与えられることがないようにするためである。
むち打ちの間、受刑者の健康上、残りの執行を受けることが適切ではないと判断した場合、むち打ちは中止されなければならない。この場合、犯罪者はその後裁判所に送還され、むち打ちの残りの回数が免除されるか、12 か月以下の懲役に変換され元の刑期に追加されるか判断されることになる。
受刑者が受ける鞭打ちは、最大24打（18歳以下の少年の場合は最大10打）とされている。籐の鞭は、直径1.27センチメートル未満、長さは1.5m程度の物を用いる。18歳以下の少年には軽い鞭を用いる。刑務所内の規則を破った受刑者は、鞭打ち刑を受けていなくても、鞭で打たれることがある。

### 適用される犯罪
- 不法入国 - 3打以上
- 90日以上のオーバーステイ - 3打以上
- 武器の不法所持 - 6打以上
- 武器の不正取引 - 6打以上
- 不穏当な行為
- 強姦 - 12打以上
- 暴力行為 - 3から8打
- 海賊 - 12打以上
- ハイジャック
- 暴動
- 殺人未遂

### 執行例
1993年、シンガポールで地域住民の自動車への落書きを含む破壊行為が起こっていた。逮捕された容疑者の供述から、シンガポールのアメリカンスクールに通うアメリカ人生徒マイケル・フェイ (Michael P. Fay) が浮かびあがり、自動車の破損や道路標識の窃盗を含む複数の犯行を認め、鞭打ち刑の判決を受ける。1994年には世界的な注目が集まる中で、アメリカ合衆国連邦政府は刑罰の執行を猶予するよう要請したものの、シンガポール政府は鞭打ち刑を執行し話題になった。
2024年、日本人の元美容師の男（38）に対する裁判で、男は地元の女子大学生に対して強姦した罪などに問われ、裁判所は禁錮刑に加え、日本人に対して初となる鞭打ち刑が判決で下る。シンガポールの裁判官「被害者に対して行った暴行は残忍かつ残酷で、量刑は重いものとなるべきだ」として、被告を禁錮17年6カ月と、むち打ち20回の刑が下された。なお現在上告有無は確認中である。

## アジア
バングラデシュ
バングラデシュの裁判所では、2010年7月にファトワーによる刑罰を違憲とする判断を示しているが徹底されておらず、しばしば姦通罪などを理由とした私刑で女性が鞭打ちを受け、死亡する例が見られる。
サウジアラビア
サウジアラビアでは、婚外性交渉や騒乱罪、殺人罪などで有罪となった被告に対して鞭打ち刑を命じることが可能であったが、2020年、同国の最高裁判所は鞭打ち刑の撤廃を発表した。

## アフリカ
エチオピアのハマー族では、男性が女性に鞭打ちを行い愛を確かめる儀式が行われる。

## アメリカ
エクアドル先住民には、触ると皮膚炎を起こすイラクサで鞭打ちを行いながら冷水をかける刑罰がある。
また、多くの先住民族で、通過儀礼として神や祖先の仮面をつけた者たちによる鞭打ちが行われた。

## 宗教

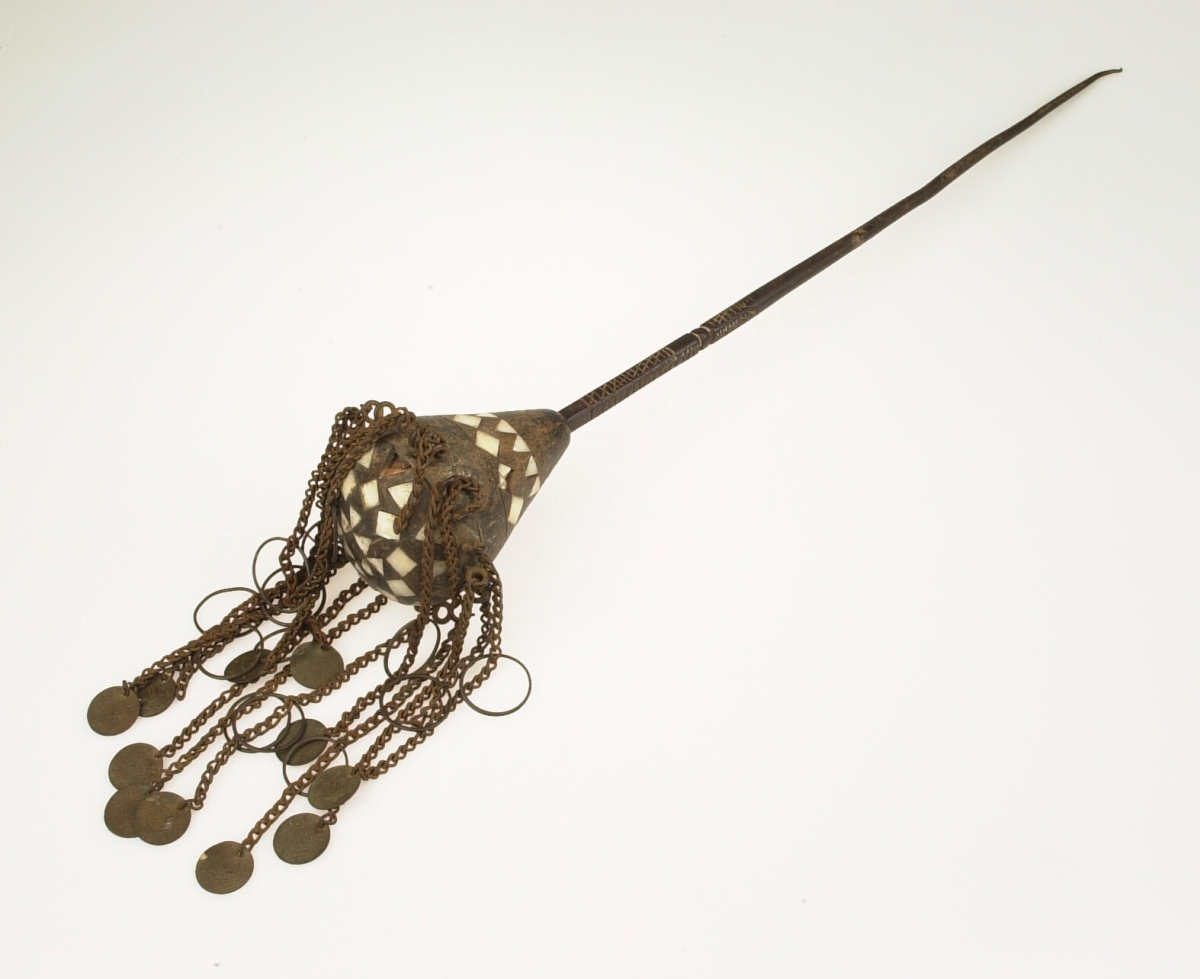
イスラム教シーア派がフサインの殉教日アーシューラーの行進で使用する鞭

ユダヤ教の諸書の1つである『箴言』(ヘブライ語：מִישְׁלֵי､ ミシレイ)13章24節には、「むちを加えない者はその子を憎むのである、子を愛する者は、つとめてこれを懲らしめる。」とある。これを聖書とする宗教法人エホバの証人でも推奨されているが、厚生労働省は「理由の如何にかかわらず 鞭で打つなど暴行を加えることは身体的虐待に該当する」としており問題視している。
また、旧約聖書の一書である『申命記』25:1-3には、以下の文がある。
```
1.人と人との間に争い事があって、さばきを求めてきたならば、さばきびとはこれをさばいて、正しい者を正しいとし、悪い者を悪いとしなければならない。
2.その悪い者が、むち打つべき者であるならば、さばきびとは彼を伏させ、自分の前で、その罪にしたがい、数えて彼をむち打たせなければならない。
3.彼をむち打つには四十を越えてはならない。もしそれを越えて、それよりも多くむちを打つときは、あなたの兄弟はあなたの目の前で、はずかしめられることになるであろう。
```

このことから、ローマ時代には裁判制度のサンヘドリンにて罪人とされたものは、裁き人の手によって40回未満の鞭打ちを受けた。
キリスト教では、新約聖書にはゴルゴダの丘に登る前に、39回のキリストの鞭打ちの描写がある。このことから信者の中で、苦行と改悔の手段とされる根拠となり、むち打ち苦行者が生まれることになった。日本では、キリスト教伝道師の影響を受けたキリシタンが伝道師が苦行に用いたジシピリナというむちに由来するオテンペンシャという麻製のひもを束ねた道具を使用した。
イスラム教ではカルバラーの戦いで亡くなったフサインの殉教日アーシューラーにて鞭打ちを行う行進や、剣や刃の付いた鎖を使用して流血を行う儀式Tatbirなどが行われる。また、シャリーア（イスラム法）を順守する国では一般的な刑罰でハッド刑というクルアーンに刑罰の内容が明記された刑罰がある。例として、御光 (クルアーン)には、姦通した者に100回の鞭打ちとなっている。
仏教では、箠擯という鞭を打ち、叢林（仏教の修行の場）から追放する罰に使用された。

## 儀式
古代ギリシア時代のスパルタでは、アルテミス・オルティアの聖域にて通過儀礼として忍耐強い男らしさを証明するために、Diamastigosis（ギリシア語:διαμαστίγωσις ）という鞭打ちの儀式を行った。
ほかにも、古代ローマ時代には、ルペルカーリア祭で裸の男性が子宝に恵まれるとして女性を鞭打つ儀式が行われた。また、ディオニソスの儀式は多産を祈願する儀式で鞭打たれながら男女が絡むなどがある。女神キュベレーの去勢された神官達（ガッライ）は、春の血の日（Dies sanguinis）に自らを鞭打ち、去勢を行った。
なお、「敬」という文字の甲骨文字や金文の形を羌族を鞭で叩くさまに見立てて、古代中国では他民族に神を敬うようにさせる儀式で鞭打ちが行われていたという主張があるが、これは民間臆説に過ぎない。学術的には、「敬」という文字は音を表す「茍」と意味を表す「攴」とを組み合わせた形声文字で、羌族や鞭打ちとは関係がない。